# Rico Sygo
Rico Sygo (* 15. März 1996 in Bremen) ist ein deutscher Fußballtorwart.

## Karriere
Sygo begann seine Karriere beim FC Oberneuland. Zur Saison 2013/14 wechselte er zum SC Weyhe. Zur Saison 2014/15 schloss er sich dem SC Borgfeld an. Für Borgfeld absolvierte er in vier Spielzeiten 101 Spiele in der sechstklassigen Landesliga und erzielte auch ein Tor per Elfmeter. Am Ende der Saison 2017/18 stieg er mit Borgfeld in die Bremen-Liga auf.
Daraufhin wechselte er zur Saison 2018/19 zum Regionalligisten BSV Rehden. Sein Debüt in der Regionalliga gab er im Juli 2018 gegen Eintracht Norderstedt. Bis Saisonende kam er zu 30 Einsätzen in der vierthöchsten deutschen Spielklasse.
Zur Saison 2019/20 wechselte er zum österreichischen Zweitligisten SK Austria Klagenfurt. In seiner ersten Saison kam er als zweiter Torwart hinter Žan Pelko zu keinem Einsatz. Nach dem Ende der Saison 2019/20 verließ Pelko Klagenfurt und so debütierte Sygo schließlich im September 2020 in der 2. Liga, als er am ersten Spieltag der Saison 2020/21 gegen den FC Blau-Weiß Linz in der Startelf stand. Allerdings verlor Sygo auch nach Pelkos Abgang schnell seinen Platz als Einsertormann an den Neuzugang Phillip Menzel.
Nach vier Zweitligaeinsätzen kehrte er im Januar 2021 nach Deutschland zurück und schloss sich dem Regionalligisten SV Atlas Delmenhorst an, bei dem er einen bis Juni 2022 laufenden Vertrag erhielt.